# 사베리오 메르사단테
주세페 사베리오 라파엘레 메르카단테(이탈리아어: Giuseppe Saverio Raffaele Mercadante, 1795년 9월 17일 ~ 1870년 12월 17일)는 이탈리아의 작곡가이다.

## 생애
메르카단테는 1795년 9월 17일에 풀리아주 바리 근처 알타무라에서 태어났다. 메르카단테는 나폴리의 음악원에서 플루트, 바이올린 및 작곡을 배우고 그의 동료 사이에서 연주회를 열었다. 오페라 작곡가 조아키노 로시니는 음악원 감독인 니콜로 진가렐리에게 "내 칭찬, 마에스트로 - 당신의 어린 제자 메르카단테는 우리가 끝나는 곳에서 시작한다"라고 말했다. 1817년에 그는 대학 관현악 지휘자로 임명되어 다양한 악기를 위한 여러 교향곡과 협주곡을 작곡했다.

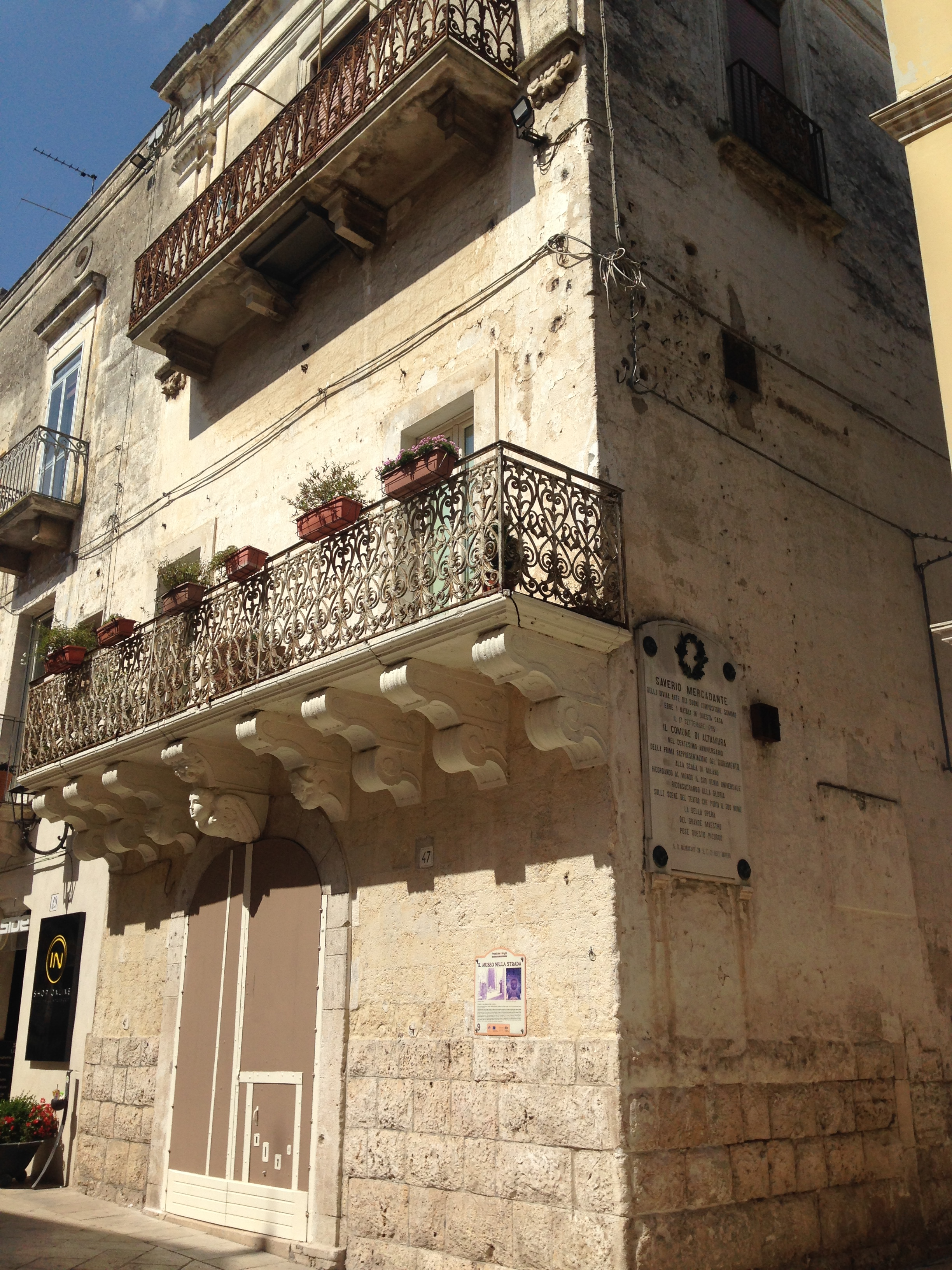
메르사단테의 생가

로시니의 격려로 그는 오페라를 작곡하게 되었고, 1820년에 2번째 작품 (비올렌자와 콘스탄자)으로 상당한 성과를 거두었다.

## 작품

### 오페라
- 《비올렌자와 콘스탄자》
- 《엘리사와 클라우디오》
- 《아멜레토》

### 실내악
- 《플루트 협주곡》